# DS Automobiles
DS Automobiles je francouzská značka luxusních prémiových vozů společnosti Automobiles Citroën SA, dceřiné společnosti koncernu Stellantis. Značka DS vznikla v roce 2014 v návaznosti na někdejší verzi DS a řadu modelů Citroën vyráběných od roku 2009.
Písmena DS mohou znamenat Different Spirit nebo Distinctive Series, ale bývají také považována za poklonu klasickému vozu Citroën DS. Název je zároveň slovní hříčkou, protože ve francouzštině se vyslovuje jako déesse, což znamená "bohyně".

## Historie
Skupina PSA původně sestávala ze tří automobilových značek, Peugeot, Citroën a Talbot. Žádná z nich ale nebyla považována za „prémiovou“ značku. Uvedením řady DS se Groupe PSA rozhodla navázat na designové dědictví původního Citroënu DS (1955–1975), který navrhli Flaminio Bertoni a André Lefèbvre.

## Modely

### Aktuální
- DS 3 (dříve DS 3 Crossback)
- DS 7 (dříve DS 7 Crossback)
- DS 4
- DS 9

### Ukončené
- DS 3 (hatchback)
- DS 4 (hatchback)
- DS 4S
- DS 5
- DS 5LS
- DS 6

## Galerie

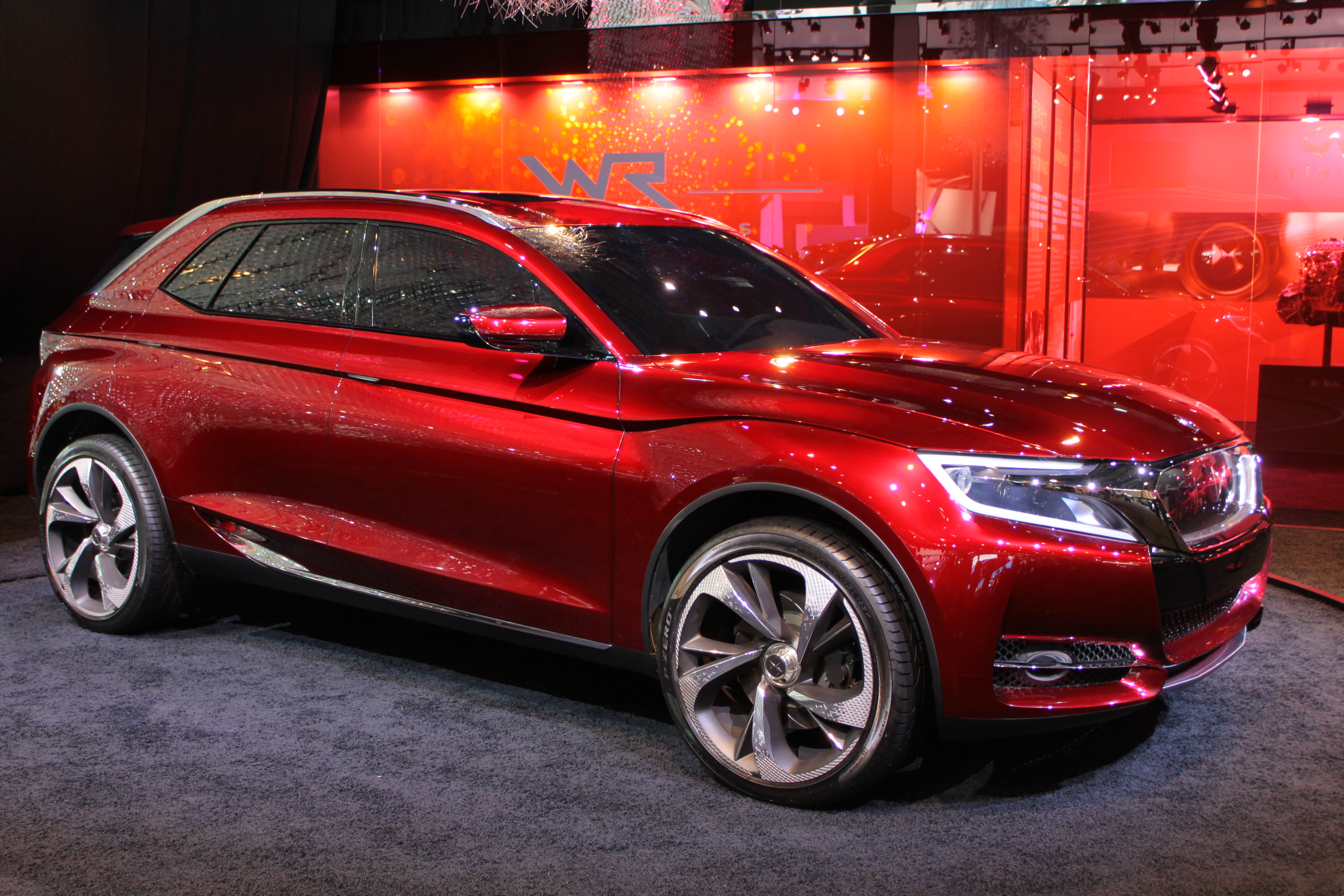
2013 DS Wild Rubis
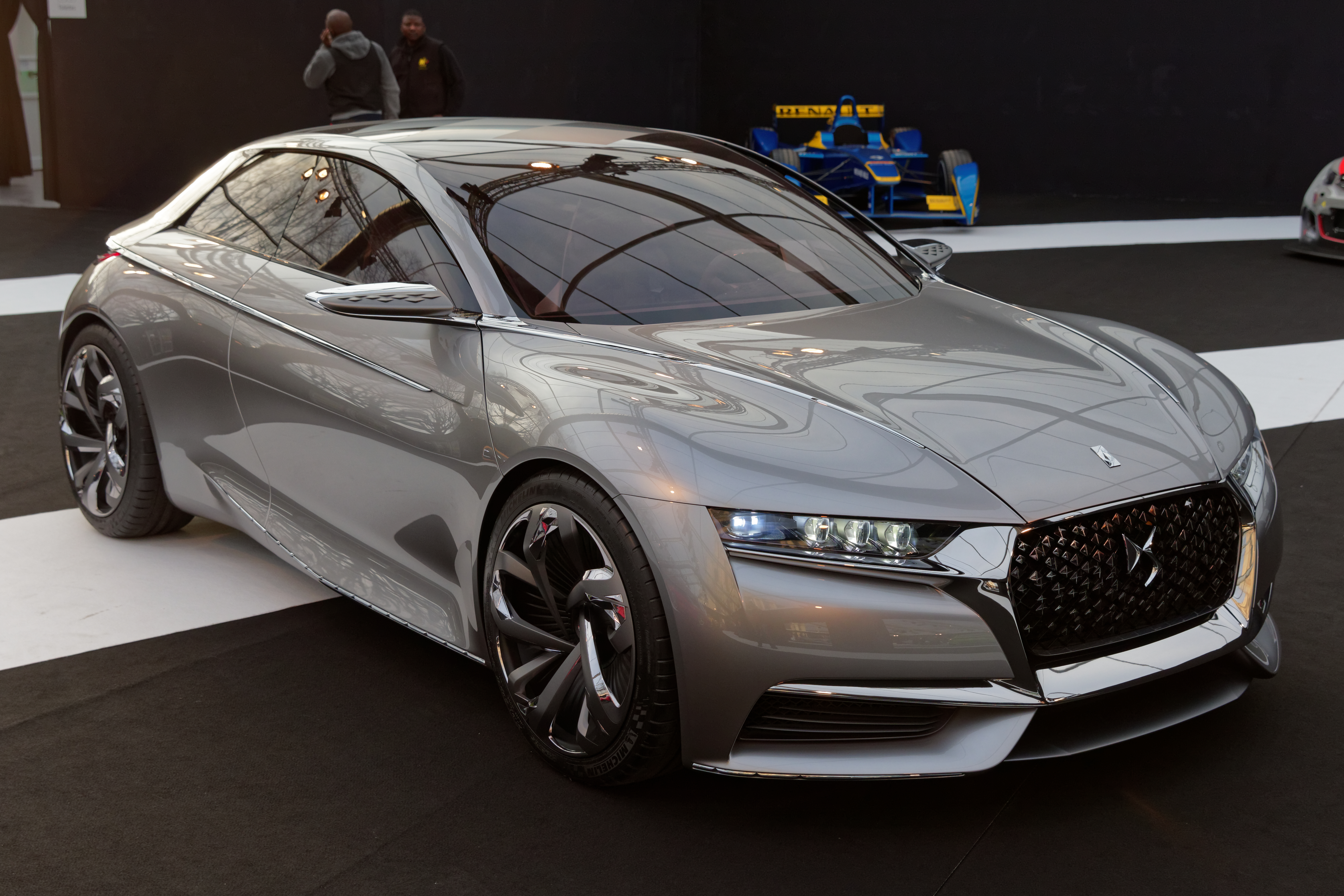
2014 DS Divine
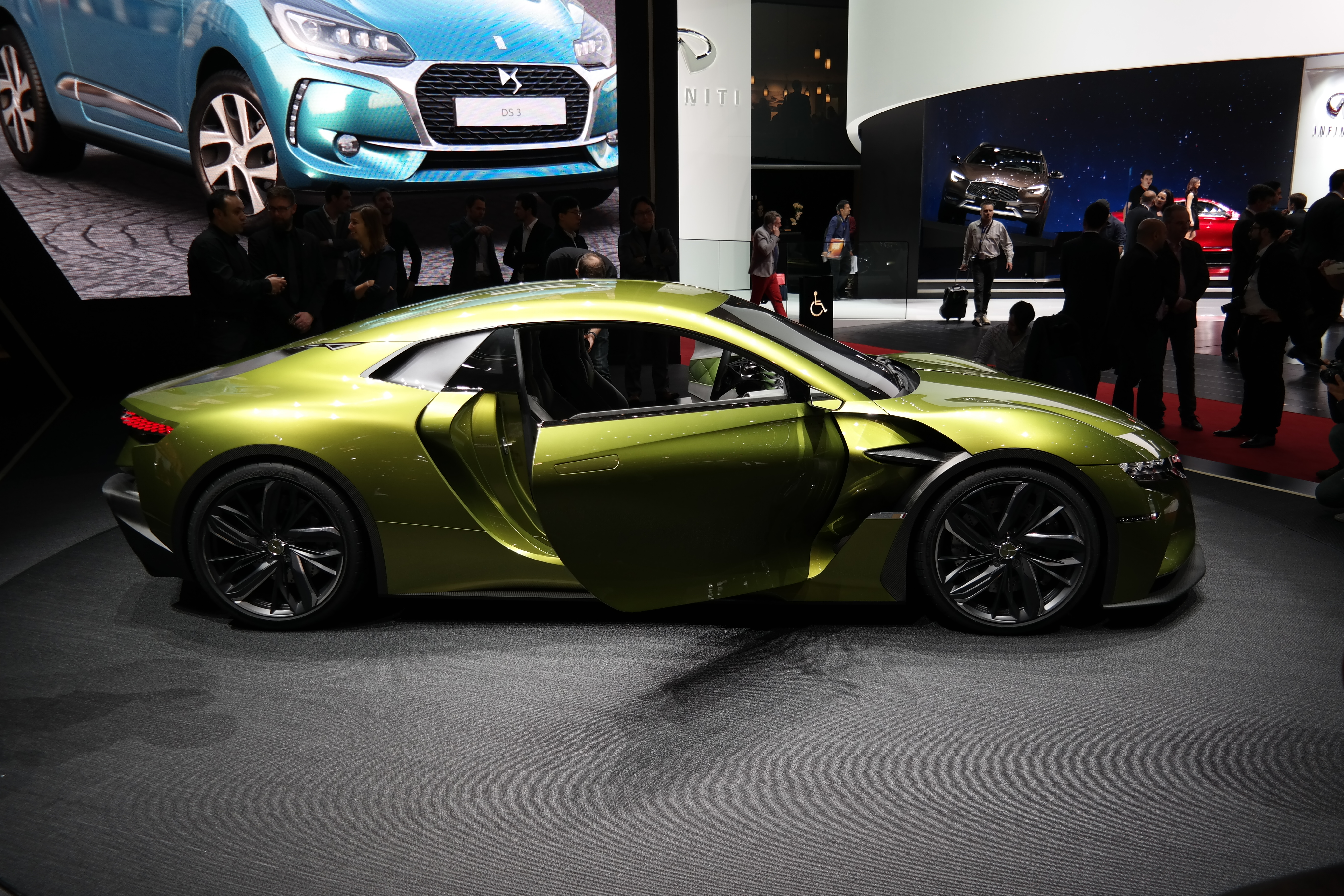
2016 DS E-Tense
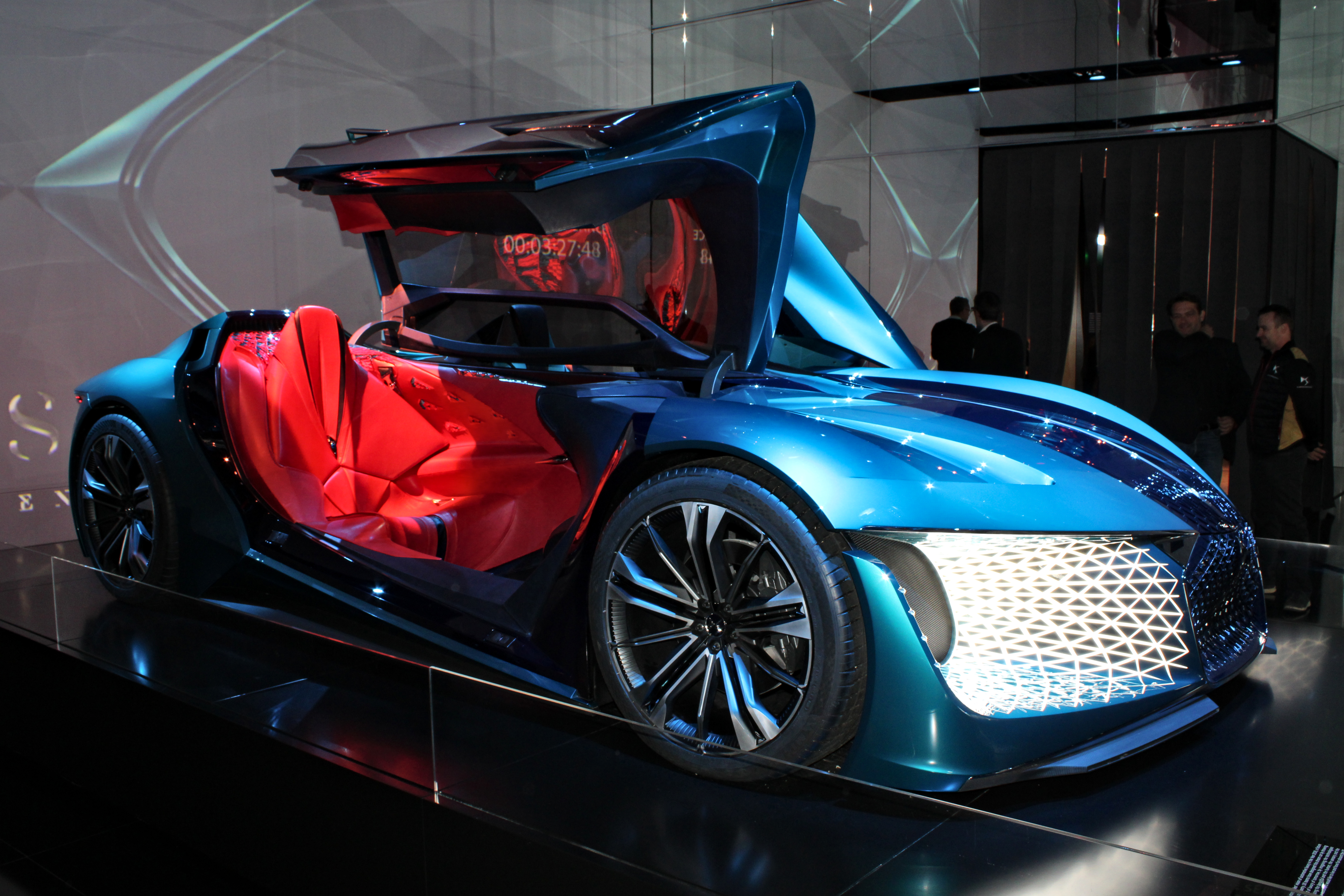
2018 DS X E-Tense
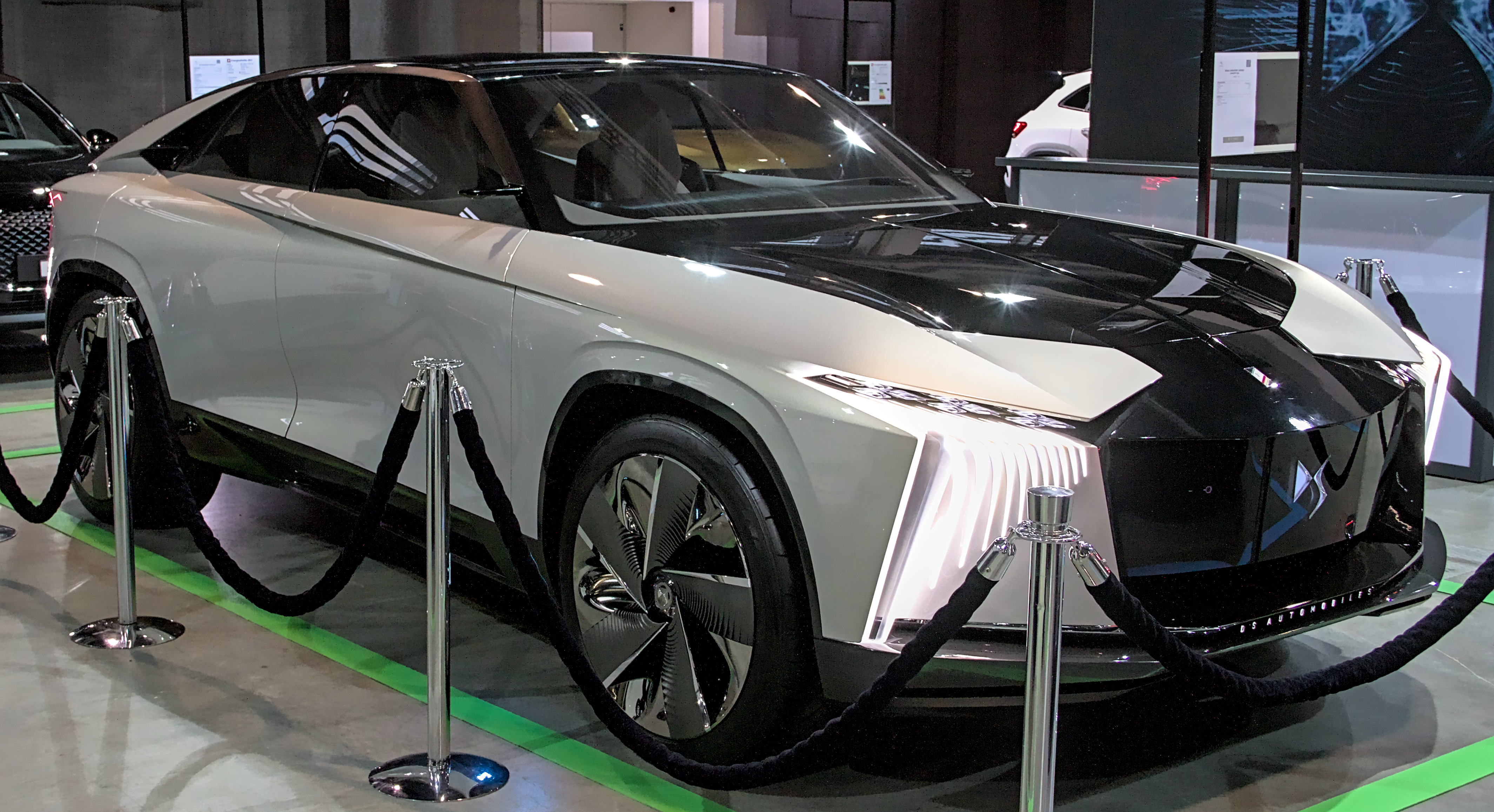
2020 DS Aero Sport Lounge

## Prodeje
| Rok  | Celosvětový prodej |
| ---- | ------------------ |
| 2012 | 129 000            |
| 2013 | 122 694            |
| 2014 | 118,472            |
| 2015 | 102 335            |
| 2016 | 85,981             |
| 2017 | 52 860             |
| 2018 | 53,265             |